# مصطفى عمر
مصطفى عمر هو ممثل ومؤلف مصري وُلد في 7 سبتمبر عام 1988 وتخرج من قسم التمثيل والإخراج بالمعهد العالى للفنون المسرحية كتب السيناريو وشارك بالتمثيل في العديد من العروض المسرحية والأعمال السينمائية والتليفزيونية.

## مسيرته المهنية
بدأ مصطفى عمر مسيرته الفنية في عام 2009 كممثل عندما شارك في مسلسل «حرمت يا بابا»، ثُم شارك في العام التالي شارك في بطولة مسلسل «مش فريندز» ثُم توالت مشاركاته في العروض المسرحية والأفلام السينمائية والأعمال التليفزيونية، وكان من أبرزها دوره في فيلم «كلب بلدي» الذي عُرض في عام 2016، ودوره في مسلسل «الاختيار 2: رجال الظل» الذي عُرض في عام 2021. اتّجه مصطفى عمر أيضًا إلى كتابة السيناريو فكتب السيناريو لعدد من المسلسلات التليفزيونية الكوميديّة مثل مسلسل «ربع رومي» الذي قام ببسطولته محمد سلام ومصطفى خاطر وعُرض في عام 2018، ومسلسل «البرنسيسة بيسة» الذي قامت ببسطولته مي عز الدين وعُرض في عام 2019، ومسلسل «خلصانة بشياكة» الذي قام ببسطولته أحمد مكي وعُرض في عام 2017.

## أعماله
| سنة العرض | اسم العمل                  | نوع العمل | الدور             | أدوار أخرى |
| --------- | -------------------------- | --------- | ----------------- | ---------- |
| 2022      | بيت الشدة                  | مسلسل     |                   |            |
| 2021      | الاختيار 2: رجال الظل      | مسلسل     | الارهابى أبو يوسف |            |
| 2020      | إسعاف يونس                 | مسلسل     |                   | مؤلف العمل |
| 2020      | جمال الحريم: المكتوب       | مسلسل     | العباس            |            |
| 2020      | عمر ودياب                  | مسلسل     |                   | مؤلف العمل |
| 2019      | البرنسيسة بيسة             | مسلسل     |                   | مؤلف العمل |
| 2018      | ربع رومي                   | مسلسل     |                   | مؤلف العمل |
| 2018      | خفة يد                     | مسلسل     |                   |            |
| 2017      | هربانة منها                | مسلسل     | زيزو              | مؤلف العمل |
| 2017      | خلصانة بشياكة              | مسلسل     |                   | مؤلف العمل |
| 2016      | كلب بلدي                   | فيلم      | الرائد حافظ       |            |
| 2015      | ذهاب وعودة                 | مسلسل     | ثابت              |            |
| 2015      | لهفة                       | مسلسل     | حافظ              | مؤلف العمل |
| 2015      | ولاد السيدة                | مسلسل     | صحفي              |            |
| 2014      | سجن النسا                  | مسلسل     |                   |            |
| 2014      | فيس أبوك                   | مسلسل     |                   |            |
| 2014      | لما كنت مراهق              | مسرحية    |                   |            |
| 2012      | أخت تريز                   | مسلسل     | زغلول             |            |
| 2012      | طرف ثالث                   | مسلسل     |                   |            |
| 2011      | نونة المأذونة              | مسلسل     |                   |            |
| 2010      | قضية صفية                  | مسلسل     | العسكري هنداوي    |            |
| 2010      | مش فريندز                  | مسلسل     | عيد               |            |
| 2009      | حرمت يا بابا (الجزء الأول) | مسلسل     |                   |            |

## روابط خارجية
- صفحة الممثل على موقع قاعدة بيانات الأفلام العربية